# 秋風のモノクローム
「秋風のモノクローム」（あきかぜのモノクローム）は、FIELD OF VIEWの16枚目のシングル。

## 解説
- 2枚目のベストアルバム『FIELD OF VIEW BEST 〜fifteen colours〜』と同時発売されたシングル。
- 日本テレビ系「まねキン」エンディングテーマに起用された。
- 再びA面曲のカラオケが収録された。
- 秋をイメージして作られた曲であったが、当曲のミュージックビデオが撮影されたのは初夏で、しかも黒いスーツ姿のメンバーが海岸で佇む内容であったため、当ミュージックビデオの撮影が終了した直後、全員が暑さに耐えきれず、そのままスーツを脱ぎ捨て海水浴を始めたというエピソードがある。

## 収録曲
1. 秋風のモノクローム
作詞:小田佳奈子 / 作曲:多々納好夫 / 編曲:池田大介
2. 出せない手紙
作詞・作曲:浅岡雄也 / 編曲:池田大介
3. 秋風のモノクローム(オリジナル・カラオケ)

## 収録アルバム
- the FIELD OF VIEW BEST 2001 Limited Edition of Asia (#1)
- Memorial BEST 〜Gift of Melodies〜 (#1)
- FIELD OF VIEW 25th Anniversary Extra Rare Best 2020 (#2)